# Tinzaparin

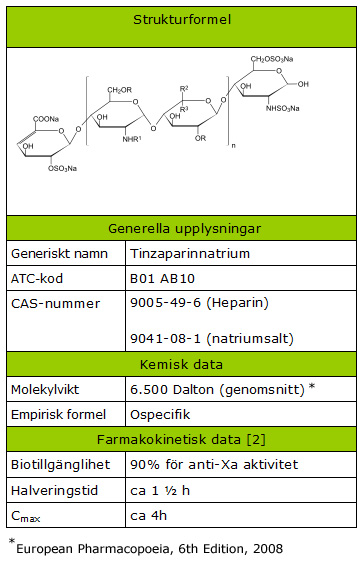
Strukturformel Tinzaparinnatrium

Tinzaparin är ett antikoagulerande (blodproppshämmande) läkemedel, som tillhör gruppen lågmolekylära hepariner. Tinzaparin används för behandling och förebyggande av djup ventrombos och lungemboli och ges som en subkutan injektion. Tinzaparin används också vid dialys, för att förhindra koagulation i den extrakorporeala cirkulationen (dialysapparaten).
Tinzaparinnatrium är natriumsaltet av det verksamma ämne som framställs genom enzymatisk depolymerisation (= delning av en stor molekyl) av ofraktionerade heparinkedjor. Detta görs med hjälp av enzymet heparinase som produceras av Heparinum Flavobakterium. Tinzaparin är ett receptbelagt läkemedel.

## Farmakologiska egenskaper
Tinzaparin har sin effekt i att det hämmar flera koagulationsfaktorer i koagulationskaskaden. Koagulationskaskaden är en kedja av reaktioner om leder till polymerisation av fibrinmonomerer vilket bildar klumpar av tvärbundet fibrin. Tinzaparin kan binda till antitrombin (AT) och får då en hämmande effekt på framförallt koagulationsfaktorerna Xa och IIa (trombin). Dessutom ökar tinzaparin frisättningen av tissue factor patway inhibitor (TFPI) från vävnaden. TFPI är en fysiologiskt antikoagulant som hämmar koagulationskaskaden genom att bilda komplex med faktor Xa, som sedan binds till VIIa-tissue factor. Sammantaget minskar tinzaparin bildandet av fibrin vilket också minskar bildningen av blodproppar.,
Effekten av tinzaparin uttrycks i internationella enheter (IE) av anti-Xa. Biotillgängligheten är cirka 90 procent, med avseende på anti-Xa aktiviteten efter en subkutan injektion. Halveringstiden för anti-Xa är cirka 1½ timme. Maximal plasmanivå nås efter cirka 4 timmar vid subkutan injektion. Ingen ackumulering förväntas vid daglig dosering då all substans utsöndrades fullständigt inom 24 timmar.

## Indikationer
I Sverige är tinzaparin godkänt vid
- trombosprofylax vid allmän och ortopedisk kirurgi.
- behandling av djup ventrombos och lungemboli när trombolytisk behandling eller kirurgi inte är aktuell.
- antikoagulation vid extrakorporeal cirkulation av blod under hemodialys och hemofiltration.[1]